# Osowe (Siemianówka)
Osowe – część wsi Siemianówka w Polsce, położona w województwie podlaskim, w powiecie hajnowskim, w gminie Narewka.
W latach 1975–1998 Osowe administracyjnie należało do województwa białostockiego.